# Aleksander Florkowski
Aleksander Florkowski (ur. 15 czerwca 1907 w Łowczowie, zm. 22 lutego 2000 w Argentynie) – oficer piechoty Wojska Polskiego II RP i Polskich Sił Zbrojnych, w 1965 roku mianowany pułkownikiem przez prezydenta RP na uchodźstwie, kawaler Krzyża Srebrnego i Krzyża Złotego Orderu Wojennego Virtuti Militari, geodeta.

## Życiorys
Aleksander Florkowski urodził się 15 czerwca 1907 w Łowczowie. Był synem Józefa (dróżnik) i Katarzyny z domu Leśniak. Miał czterech braci: Juliana, Jana, Stanisława i Władysława oraz siostrę Wiktorię, żonę majora Józefa Roczniaka. Jego ciotką była Emilia Wojtyła, matka papieża Jana Pawła II.
W 1927 roku, po ukończeniu szkoły średniej, został słuchaczem Kursu Szkoły Podchorążych w Oficerskiej Szkole Piechoty w Ostrowi–Komorowie. W następnym roku, po ukończeniu kursu, kontynuował naukę w Szkole Podchorążych Piechoty. 15 sierpnia 1930 roku prezydent RP mianował go podporucznikiem ze starszeństwem z dniem 15 sierpnia 1930 roku i 118. lokatą w korpusie oficerów piechoty, a Minister Spraw Wojskowych wcielił do 2 pułku strzelców podhalańskich w Sanoku na stanowisko dowódcy plutonu. 19 października 1932 uratował się z wypadku podczas wycieczki kajakowej na Sanie pod Kuńkowcami; mimo pomocy Florkowskiego utonął wówczas dowódca pułku, płk Janusz Dłużniakiewicz. Awansowany na stopień porucznika ze starszeństwem z dniem 1 stycznia 1933. Od 10 września 1934 pracował w Szkole Podchorążych Piechoty w Ostrowi–Komorowie na stanowisku instruktora (od 1938 do 1939 był instruktorem strzelania w tamtejszej 2 kompanii I batalionu szkolnego). Został awansowany na stopień kapitana ze starszeństwem z dniem 19 marca 1939.
26 września 1935 poślubił w Sanoku Annę Janinę (ur. 1914, córka ppłk. Franciszka Stoka), a świadkami na ich ślubie byli kpt. dr Kazimierz Niedzielski i kpt. Aleksander Kolasiński. Mieli jedno dziecko. Florkowscy przyjaźnili się w Sanoku z rodziną Przystaszów, w tym Zbigniewem, Mieczysław i Danutą.
Po wybuchu II wojny światowej brał udział w kampanii wrześniowej na stanowisku dowódcy kompanii zwiadowczej 114 pułku piechoty. Brał udział w walkach na szlaku bojowym pułku, od Różana do Aleksandrowa na terenie Lubelszczyzny. W tym czasie jego żona (przed 1939 należąca do Rodziny Wojskowej 2 pspodh.) po wybuchu wojny wraz z synem oraz w grupie innych małżonek polskich oficerów z sanockiego pułku trafiła do Kulczyc, następnie do Drohobycza, po czym powróciła do Sanoka. Po kapitulacji Florkowski, gdy zmierzał w stronę Sanoka, został aresztowany przez Sowietów. Z niewoli udało mu się zbiec w Medyce i udał się do rodziny w Sanoku. Następnie w listopadzie 1939 przedostał się na Węgry, gdzie trafił do obozu internowania w pobliżu jeziora Balaton. Po kilku tygodniach przez Jugosławię przedostał się do Francji, gdzie dotarł na początku roku 1940.
We Francji wstąpił do Polskich Sił Zbrojnych i został przydzielony do 1 Dywizji Grenadierów. W jej szeregach brał udział w walkach kampanii francuskiej 1940 na stanowisku dowódcy 3 kompanii ckm i broni towarzyszącej III batalionu 2 pułku grenadierów wielkopolskich. Po klęsce Francji był jednym z ukrywających sztandar 2 pułku grenadierów – od 19 lutego do 3 maja 1941 oraz asystował w jego transporcie (podobnie jak inny pochodzący z Sanoka oficer kpt. Edward Łabno). 5 sierpnia 1941 został przeniesiony ze Stacji Zbornej Oficerów Rothesay do 3 batalionu strzelców 1 Brygady Strzelców.
Następnie został przeniesiony na Bliski Wschód do 2 Korpusu Polskiego. Został awansowany do stopnia majora, a następnie w 1944 do stopnia podpułkownika piechoty. W kwietniu 1944 w szeregach 2 Korpusu trafił do Włoch i brał udział w kampanii włoskiej. Od marca do połowy czerwca 1944 pełnił funkcję szefa sztabu 6 Lwowskiej Brygady Piechoty. Uczestniczył w bitwie o Monte Cassino, bitwie o Ankonę i bitwie o Bolonię. Od czerwca do 10 sierpnia 1944 był zastępcą dowódcy, a od 10 sierpnia do 1947 dowódcą 18 Lwowskiego batalionu strzelców. Został dwukrotnie odznaczony Krzyżem Wojennym Orderu Virtuti Militari (Srebrnym i Złotym).
W 1947 roku został zdemobilizowany. 16 maja 1948 roku wraz z żoną przypłynął na statku „Cordoba” do Argentyny  i osiadł w stolicy tego kraju, Buenos Aires (zamieszkiwali w mieście Adrogué, prowincji Buenos Aires). Tam zajął się geodezją i prowadził własną firmę. Na emigracji działał w Stowarzyszeniu Polskich Kombatantów, którego był prezesem, oraz w Kole Oddziałowym 18 Lwowskiego batalionu strzelców. Otrzymywał propozycję służby w siłach zbrojnych: brytyjskich, kanadyjskich i argentyńskich (ofertę składał mu Juan Perón), lecz odmawiał.
W 1965 roku Prezydent Rzeczypospolitej Polskiej August Zaleski mianował go pułkownikiem w korpusie oficerów piechoty. Odwiedzał Polskę w latach 1974, 1977 i 1994 (początkowo jako obywatel Argentyny).
W 1994 roku, podczas uroczystości 50. rocznicy bitwy pod Monte Cassino, jako najstarszy stopniem uczestnik tej batalii, składał raport najwyższym władzom Odrodzonego Państwa Polskiego i był głównym celebrantem uroczystości.
Aleksander Florkowski zmarł w Argentynie i tam został pochowany. Jego archiwalia trafiły do tamtejszego klasztoru oo. Bernardynów w Martín Coronado.
Jego bratankiem jest prof. dr nauk med. Antoni Florkowski. Teściową Aleksandra Florkowskiego była Maria Stok, z domu Prochaska, siostra oficera i malarza Franciszka Prochaski. Pod koniec 1978 Aleksander i Anna Florkowscy, jako jego spadkobiercy, przekazali dzieła artysty na rzecz Muzeum Historycznego w Sanoku.

## Ordery i odznaczenia
- Krzyż Złoty Orderu Virtuti Militari nr 91[25]
- Krzyż Srebrny Orderu Virtuti Militari nr 10241[26]
- Krzyż Oficerski Orderu Odrodzenia Polski (11 listopada 1965)[27]
- Krzyż Walecznych
- Krzyż Pamiątkowy Monte Cassino nr 17623[28]
- Złota Odznaka Stowarzyszenia Polskich Kombatantów (1965)